# جغد کاکلی
جغد کاکلی (نام علمی: Lophostrix cristata) نام یک گونه از تیره جغدان راستین است.